# Andrei Jdanov
Andrei Aleksandrovici Jdanov (în rusă Андрей Александрович Жданов) (n. 14/26 februarie 1896, Mariupol, Gubernia Ekaterinoslav, Imperiul Rus – d. 31 august 1948, dom otdîha «Valdai»⁠(d), RSFS Rusă, URSS) a fost un politician sovietic, având un rol determinant în definirea ideologiei Partidului Comunist (bolșevic) al Uniunii Sovietice.
Andrei Jdanov juca rolul de legătură între Stalin și scriitorii epocii, cărora li se interzicea să scrie în afara normelor. Aceștia erau considerați „ingineri ai sufletelor omenești”. Li se cerea să fie soldați în slujba Partidului Comunist, iar eroii operelor erau doar muncitori, membri de partid, ingineri, pionieri. De asemenea, trebuiau să aibă o viziune optimistă, triumfalistă asupra vieții, fiind excluse stările de angoasă, moarte. Cei care nu respectau aceste reguli erau considerați dușmani ai poporului și erau pedepsiți cu închisoarea sau chiar cu moartea.